# 鷲見忠夫
鷲見 忠夫（すみ ただお、1916年（大正5年）4月 - 1985年（昭和60年）7月24日）は、日本の陸軍軍人、戦闘機操縦者でエース・パイロット。最終階級は准尉。

## 経歴
1916年（大正5年）4月、岐阜県郡上郡八幡町（現郡上市）に生まれる。1937年（昭和12年）、歩兵二等兵として陸軍に召集され第二次上海事変・南京攻略戦に参加した。中支戦線の王山に駐留中、実兄（鷲見信義二空曹・操練27期）が戦死したとの訃報を知り、自身も飛行兵を志望して、1941年（昭和16年）1月に熊谷陸軍飛行学校へ入校した。
新田、横芝、厚木、名取の各分教所で操縦教育を受けたのち、同年11月に第86期下士官操縦学生の課程を修了して戦闘機操縦者となった。そして帝都防空を任務とする飛行第144戦隊第2中隊に配属されて、調布飛行場に着任した。1942年（昭和17年）4月15日付で飛行第144戦隊は飛行第244戦隊に改称され、1943年（昭和18年）6月から12月にかけ、機材を九七式戦闘機から三式戦闘機に機種改変し、伝習教育を受けた。
1944年（昭和19年）11月、マリアナ諸島からB-29重爆撃機が来襲するようになると迎撃戦に出動。12月3日の昼間迎撃戦でB-29を1機撃墜して初戦果を上げた。その直後、鷲見曹長は中部地区防空担当の飛行第56戦隊へ転属となり、兵庫県の伊丹飛行場から阪神・中京地区の迎撃戦に毎次出撃した。12月22日の中京地区迎撃戦では、編隊戦によりB-29・1機撃墜、1機撃破の戦果を上げた。
1945年（昭和20年）3月13日の大阪大空襲では夜間迎撃に反復出動し、大火災の市街地上空に低空で侵入するB-29に対して、探照灯が捕捉した目標に単機で果敢に攻撃を加え、4機撃破という大戦果を上げた。しかし、2度目の出撃時から天候が悪化し、豪煙によって目標の視認も困難になったため帰途についたが、燃料切れとなり落下傘降下、その際に尾翼で肩を打って負傷し、3ヶ月間入院した。
鷲見のこの勇戦に対し、第11飛行師団長北島熊男中将の上申により、第15方面軍司令官河辺正三大将から、3月21日付で生存者としては異例の個人感状が授けられ、さらに6月21日付で陸軍武功徽章（甲）が授与された。負傷回復後、空戦場に復帰して毎戦出動し、終戦までの総合戦果はB-29撃墜1機、撃破8機のほか、P-51戦闘機1機撃墜を記録している。累計飛行時間は2,090時間。1985年（昭和60年）7月24日死去。